# روزلا آیانه
روزلا آیانه (انگلیسی: Rosella Ayane؛ زادهٔ ۱۶ مارس ۱۹۹۶) بازیکن فوتبال اهل بریتانیا است.
وی در تیم‌های ملی دختران زیر ۱۷ سال و زیر ۱۹ سال انگلستان بازی کرده است، اما هم‌اکنون برای تیم ملی فوتبال زنان مراکش بازی می‌کند.